# Dragon Age: The Veilguard
Dragon Age: The Veilguard (anteriormente Dragon Age: Dreadwolf) es un videojuego de rol desarrollado por BioWare y que es publicado por Electronic Arts. The Veilguard, el cuarto juego principal de la franquicia Dragon Age, es la secuela de Dragon Age: Inquisition (2014). El desarrollo del juego, que comenzó en 2015, estuvo marcado por largos retrasos, varios cambios fundamentales en el diseño y una alta rotación de personal.

## Desarrollo
El desarrollo de la cuarta entrega principal de la serie Dragon Age, cuyo nombre en código es "Joplin", comenzó en 2015 con Mike Laidlaw como director creativo. Estaba destinado a ser un juego más pequeño y centrado en la narrativa ambientado en la región de Tevinter Imperium del escenario del juego, Thedas. Los problemas con el desarrollo de otros juegos de BioWare, entre ellos Mass Effect: Andromeda y Anthem, provocaron repetidas interrupciones cuando el personal de "Joplin" fue trasladado a estos juegos. Esto incluyó suspender "Joplin" a fines de 2016 y reanudar el desarrollo en marzo de 2017 después del lanzamiento de Andromeda. En octubre de 2017, BioWare y su empresa matriz, Electronic Arts, cancelaron "Joplin" por completo, supuestamente porque no tenía espacio para un componente de "videojuego como servicio" para brindar oportunidades de monetización continua. El desarrollo del juego se reinició con el nombre en clave "Morrison" en 2018, esta vez con un componente de servicio y basado en el código Anthem. Según Bloomberg News, tras el éxito del juego para un jugador Star Wars Jedi: Fallen Order y la decisión de cancelar la reelaboración del multijugador masivo en línea Anthem en febrero de 2021 tras su deslucido lanzamiento, EA y BioWare decidieron eliminar el multijugador planificado para "Morrison" y desarrollarlo como un juego para un solo jugador.
El proyecto se ha caracterizado por una alta rotación del personal directivo. Varios empleados veteranos de Dragon Age, incluido Laidlaw, abandonaron la empresa en respuesta a la cancelación de Joplin en 2017. Después del reinicio de 2018, Mark Darrah permaneció como productor ejecutivo, mientras que Matthew Goldman asumió el cargo de director creativo del proyecto de 2017 a 2021. Para el 3 de diciembre de 2020, Darrah había renunciado a BioWare, y fue reemplazada por el director del estudio de BioWare Austin, Christian Dailey, como productor ejecutivo. Goldman dejó BioWare en noviembre de 2021, y fue reemplazado como director creativo por John Epler. Dailey dejó BioWare en febrero de 2022. Corinne Busche se convirtió en directora de juegos a partir de entonces, Benoit Houle directora de desarrollo de productos y Mac Walters directora de producción. Walters, a su vez, dejó BioWare en enero de 2023. En marzo de 2023, Darrah regresó como consultora del juego y el equipo de Mass Effect se unió a la producción de Dreadwolf . Las imágenes de la etapa alfa filtradas en febrero de 2023 indicaron que el juego usaría un juego de combate de acción en tiempo real, a diferencia de los juegos anteriores de Dragon Age. Kotaku describió la jugabilidad como "la versión de BioWare de God of War ".

## Historia

Mapa de Thedas, Veilguard transcurre principalmente en las regiones del norte.

La historia comienza diez años después de los eventos descritos en Dragon Age: Inquisition, Sabiendo ahora que nuestro antiguo compañero Solas, es en realidad Fen'Harel, el dios elfo de la traición y la rebelión.
Solas está dispuesto a destruir El Velo, la barrera que separa nuestro mundo del mundo de los espíritus y los demonios, lleno de remordimientos por haber atrapado en él a los otros dioses elfos y haber provocado la caída de su civilización. Varric Tethras, Vizconde de Kirkwall, y Lace Harding son enviados por la Inquisición para detener los planes de Solas.
El protagonista es "Rook", que puede ser miembro de seis facciones: el gremio de asesinos conocido como Los Cuervos de Antiva; los guardias grises; el gremio de buscadores de tesoros conocido como Los Señores de la Fortuna de Rivain; los guardianes de la Grand Necrópolis de Nevarra; los Dragones Sombríos de Tevinter; o los Veil Jumpers, un grupo dedicado a explorar el bosque de Arlathan. Tras desobedecer las órdenes de su facción, Rook es reclutado por Varric y Harding.
Formaras equipo con otros seis compañeros: Bellara Lutare, una Veil Jumper; Davrin, un guardia gris; Emmrich Volkarin, un guardián de la Necrópolis; Lucanis Dellamorte, un cuervo; Neve Gallus, de los Dragones Sombríos; y Taash, un cazador de tesoros.

### Trama
Rook, Varric, y Harding siguen a Solas hasta la capital de Tevinter (Minrathous). Con ayuda de Neve localizan a Solas en el bosque de Arlathan, donde estaba la antigua capital del imperio elfo. Rook interrumpe el ritual por el cual Solas quiere romper El Velo. Esta interrupción tiene consecuencias inesperadas: dos dioses elfos son liberados (Elgar'nan y Ghilan'nain) pero Solas queda atrapado y crea un vínculo de sangre con Rook. Varric es gravemente herido.
Una vez libres, Elgar'nan y Ghilan'nain, desean destruir Thedas y construir un nuevo imperio elfo sobre sus cenizas. Rook recupera la valiosa daga de lyrio de Solas y tal como ocurrió en Dragon Age: Origins, viaja por el mapa del juego para reclutar nuevos aliados. 
Los vengativos dioses elfos envían dragones a las ciudades de Minrathous y Treviso, obligando a Rook a elegir que ciudad se salva y que ciudad es destruida. El cuartel general de los Guardias Grises en Weisshaupt es atacado por un archidemonio enviado por Ghilan'nain, pero con una feroz resistencia consiguen abatirlo.
Rook descubre que los dioses elfos planean realizar un ritual en la isla Tearstone durante un eclipse y desatar la ruina definitiva sobre Thedas. En la isla, Davrin o Harding deben sacrificarse para que Lucanis pueda aniquilar a Ghilan'nain. Solas traiciona a Rook y asesina a  Varric. Elgar'nan, ahora solo, huye a Minrathous y se refugia en el palacio del Arconte, con Solas pisándole los talones.

## Marketing
Dragon Age 4 se anunció en The Game Awards en diciembre de 2018. El material promocional mostraba al lirio rojo (una fuente de energía corrupta de la magia en el universo del juego) y al personaje Solas, el Dread Wolf, como elementos importantes de la trama del juego. El marketing en las redes sociales se centró en el lema "The Dread Wolf Rises". En agosto de 2020 se lanzó un video de arte conceptual en la Gamescom. En diciembre de 2020, un teaser presentó al personaje enano Varric Tethras como narrador, así como a Solas. No se dieron a conocer detalles sobre el juego en el evento EA Play de julio de 2021. Jeffrey Grubb, de VentureBeat, comentó que "frenarse durante este EA Play se trata solo de permitir que el editor coloque el juego en posición para comenzar a comercializarlo en serio. Eso probablemente comenzará en 2022". Ash Parrish, de Kotaku, destacó que, dados todos los cambios en el desarrollo, "Dragon Age 4 probablemente aún no esté listo para mostrarse al mundo" y que "BioWare ha estado alimentando a los fanáticos con información por goteo durante años". Grubb, en un artículo de VentureBeat en enero de 2022, afirmó que "EA no ha decidido cuándo comenzar a comercializar el proyecto". En junio de 2022, el título del juego se anunció como Dragon Age: Dreadwolf . Parrish, ahora para The Verge, destacó que la revelación del título del juego fue "emocionante para muchos fanáticos" porque no solo convierte a Solas en el antagonista del próximo juego, sino que también convierte a Dreadwolf en una secuela directa a diferencia de las entregas anteriores de la franquicia.